# Kaiserlinde

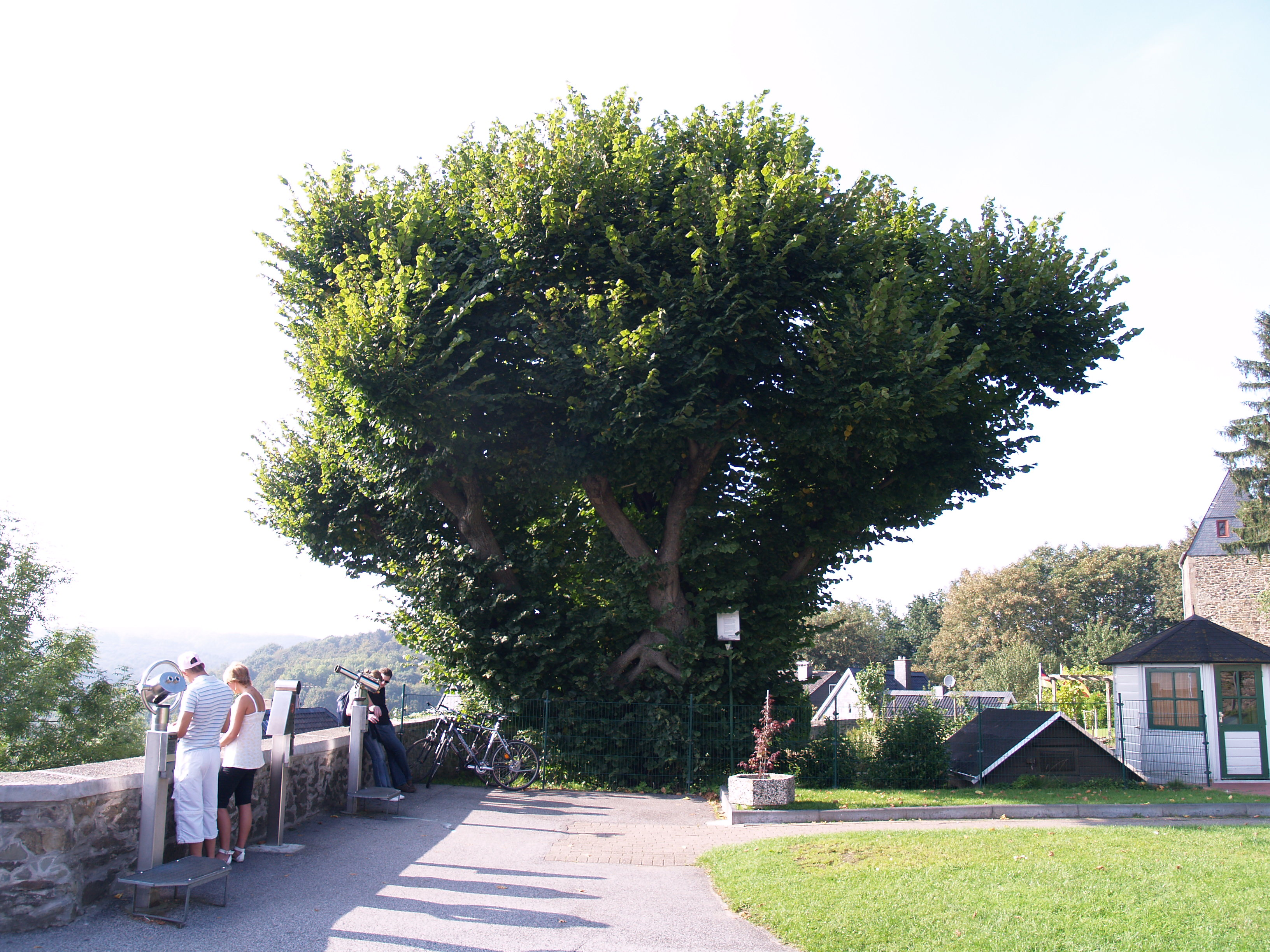
Die Kaiserlinde auf Schloss Burg in Solingen.

Die Bezeichnung Kaiserlinde tragen Linden, welche früher zu herausragenden Ereignissen in Zusammenhang mit dem Kaiser bzw. zu national bedeutsamen Daten gepflanzt wurden.

## Geschichte
Im ausgehenden 19. Jahrhundert und beginnenden 20. Jahrhundert erlebten das Kaisertum und die Kaiserverehrung eine späte Blütezeit, sowohl im Deutschen Reich als auch in Österreich. Dementsprechend wurden diesbezügliche oder nationale Feiertage mit großem patriotischem Pathos begangen.
Oft wurden Kaiserlinden neben anlassspezifischen Gedenksteinen gepflanzt oder es wurden Tontafeln mit Widmung bzw. Glasflaschen mit eingelegter Widmung eingegraben. Vor allem im ländlichen Raum erfreute sich das Pflanzen derartiger Linden großer Beliebtheit – aus dem einfachen Grund, dass man sich aufwändige Gedenksteine oder die Widmung neuer, großer Bauwerke wie in den großen Städten nicht leisten konnte. Vielerorts erinnern heute nur noch die Namen von Straßen (An der Kaiserlinde) oder Restaurants (Gaststätte „Zur Kaiserlinde“) an diese Erinnerungsbäume, etwas kurioser auch das Waldstadion Kaiserlinde, mit der Elversberger Kaiserlinde, der Sportvereinigung 07 Elversberg.
Noch stehende Kaiserlinden sind dank ihres mittlerweile hohen Alters heute meist ortsbild- oder landschaftsprägend und stehen vielerorts unter Naturschutz.

### Deutschland
Sehr beliebte Pflanzdaten für Kaiserlinden waren
- Krönung des Kaisers wie in Kaiserlinden (Rammelfangen) im Jahr 1872
- die Erinnerung an den Geburts- bzw. Todestag Kaiser Wilhelms I. (* 22. März 1797; † 9. März 1888),
- Erinnerung an die Inthronisation Kaiser Friedrichs III. am 10. März 1888,

und vor allem das Jahr 1913 …
- 16. Juni: das 25-jährige Regierungsjubiläum Kaiser Wilhelms II. (Sein Geburtstag fiel in den Januar und war daher untauglich.)
- 19. Oktober: 100-jähriges Jubiläum des Sieges über Napoleon in der Völkerschlacht bei Leipzig

In vielen Kreisen erfolgten 1913 die Pflanzaktionen unter Koordination der Landratsämter, welche auch den Ankauf der Bäume übernahmen.
In den preußischen Stammlanden war diese Verbundenheit und damit entsprechende Ehrungen naturgemäß stärker ausgeprägt als in anderen Landesteilen, weshalb Kaiserlinden dort auch heute noch öfter vorzufinden sind.
- In Weimar gehen die dortigen Kaiserlinden auf eine 1808 stattgefundene Jagd zurück, bei der u. a. Kaiser Napoleon I., Alexander I. und weitere Fürsten zu Gast waren.

### Österreich
Beliebte Anlässe waren der 18. August 1898, das 50-jährige Regierungsjubiläum Kaiser Franz Josefs I. von Österreich und König von Ungarn, sowie dessen 60-jähriges Regierungsjubiläum 1908. Weitere Baumsetzungen erfolgen in den Jahren 1900, 1905 und 1910 zu seinen runden Geburtstagen.

## Symbolik der Linde
Aufgrund ihres Wuchses mit den weitausladenden Ästen und den großen Blättern spendeten sie Schatten an heißen Sommertagen, bei schlechtem Wetter hielten sie Regen einigermaßen fern. Die Dorflinde bildete vielerorts schon von alters her das Zentrum von Ansiedlungen, in früheren Zeiten wurden unter ihnen Gerichtstage abgehalten (Gerichtslinde), legendär ist vielerorts auch der Tanz unter der Dorflinde. Kurz: Linden waren der kommunikative Treffpunkt des Dorfes. Es gibt jedoch auch Kaisereichen.

## Einen Baum als Ehrung
… gibt es in vielen protestantisch geprägten Gemeinden in Form einer Lutherlinde zum Gedenken an den Reformator Martin Luther, auch Goethelinden oder Schillerlinden finden sich vielerorts.
Als Ehrenbäume für militärische Gedenken wurden meist Eichen als Symbol des Deutschtums gepflanzt, z. B. Moltkeeichen oder Blüchereichen.
Sehr weit verbreitet in Deutschland sind Friedenslinden; sie wurden mehrheitlich nach Beendigung des Deutsch-Französischen Krieges von 1870/71 oder nach dem Westfälischen Frieden 1648 gepflanzt (so die Friedenslinde zu Bielefeld).
Nichts mit den deutschen Kaisern zu tun hat die Wilhelmslinde in Dillenburg: Unter ihr soll Wilhelm I. von Nassau-Dillenburg, am 14. April 1568 einen niederländischen Gesandten empfangen haben, der ihn bat, die Führung im niederländischen Unabhängigkeitskrieg gegen Spanien zu übernehmen. Er gilt als Stammvater des niederländischen Königshauses.

## Botanik
Eine Varietät der Holländischen Linde, Tilia ×europaea 'Pallida', trägt auch den Beinamen Kaiserlinde.